# シブ
シブ（ラテン文字：Sibu、中国語では诗巫）は、東マレーシアのサラワク州にある都市。ボルネオ島北西部、ラジャン川とイガン川の合流点に位置しており、海までの距離はおよそ60km。福建省の福州市出身の華僑が多く暮らしている。2008年の人口は255,000人
近年は、Sanyan Tower (三洋大厦）などの高層ビルが増加傾向にある。

## 交通
- 空港
  - シブ空港

MASwings、:マレーシア航空、エアアジアが就航している。

## 姉妹都市
- 中国 福州市